# استیون ما
استیون ما (انگلیسی: Steven Ma؛ زادهٔ ۲۶ اکتبر ۱۹۷۱) بازیگر، خواننده و ترانه‌سرا اهل هنگ کنگ است.
از فیلم‌ها یا مجموعه‌های تلویزیونی که وی در آن‌ها نقش داشته است، می‌توان به گمشده و پیدا اشاره نمود.